# پایتون (سرده)
پایتون یک سَرده از مارهای غیرسمی در تیرهٔ پایتونان، بومی مدارگان و مناطق نیمه‌گرمسیری نیم‌کره شرقی است.
نام پایتون در سال ۱۸۰۳ توسط فرانسوا ماری دودن برای مارهای خالدار غیرسمی پیشنهاد شد. در حال حاضر، ۱۰ گونه از پایتون‌ها به عنوان آرایهٔ معتبر شناخته می‌شوند.
سه زیرگونه از پایتون که قبلاً به عنوان زیرگونه در نظر گرفته می‌شدند، اکنون به عنوان گونه‌ای مستقل شناخته شده‌اند و یک گونه جدید نیز شناسایی شده است.

## رده‌بندی
سرده Python توسط فرانسوا ماری دودن در سال ۱۸۰۳ برای مارهای غیرسمی با پوستی خالدار و زبانی بلند و دوشاخه پیشنهاد شد.
در سال ۱۹۹۳، هفت گونه از پایتون‌ها به عنوان آرایه‌های معتبر شناخته شدند. بر اساس تحلیل‌های تبارزایی، بین هفت تا سیزده گونه از پایتون‌ها شناخته می‌شوند.
| گونه                                                                   | تصویر | زیستگاه |
| ---------------------------------------------------------------------- | ----- | --- |
| پایتون هندی (P. molurus; کارل لینه، ویرایش دهم سامانه طبیعت)           |       | NT |
| پایتون صخره‌ای آفریقای مرکزی (P. sebae; یوهان فریدریش گملین، 1788)      |       | نزدیک تهدید محدوده نمایش داده شده به رنگ سبز |
| پایتون توپی (P. regius; شاو، 1802)                                     |       | نزدیک تهدید |
| پایتون برمه‌ای (P. bivittatus; هاینریش کول، 1820)                       |       | آسیب‌پذیر |
| پایتون صخره‌ای آفریقای جنوبی (P. natalensis; اسمیت، 1833)               |       | کمترین نگرانی محدوده نمایش داده شده به رنگ نارنجی                                                                                                 |
| پایتون کوتاه‌دم سوماترا (P. curtus; هرمان اشلگل، 1872)                  |       | نزدیک تهدید محدوده نشان داده شده به رنگ زرد |
| پایتون بورنئویی (P. breitensteini; فرانتس اشتاینداخنر، ۱۸۸۱)           |       | کمترین نگرانی محدوده نشان داده شده به رنگ سبز |
| پایتون آنگولایی (P. anchietae; بوکاژ، ۱۸۸۷)                            |       | کمترین نگرانی |
| پایتون خونی (P. brongersmai; استال، ۱۹۳۸) (قبلاً P. curtus brongersmai) |       | کمترین نگرانی محدوده نشان داده شده به رنگ قرمز |
| پایتون کوتاه‌دم میانمار (P. kyaiktiyo; زوگ، گوت و جیکوبز، ۲۰۱۱)         |       | آسیب‌پذیر غرب رشته‌کوه تیناسریم، میانمار |
| پایتون اروپایی (Python europaeus; شایندلار و ریج، ۲۰۰۳)                |       | انقراض گونه منقرض شده‌ای که از کشف یک مهره ستون فقرات با قدمت میوسن شناخته شده است، که در Vieux-Collonges و لا گریو سن-آلبان، فرانسه یافت شده است. |

## پراکنش و زیستگاه

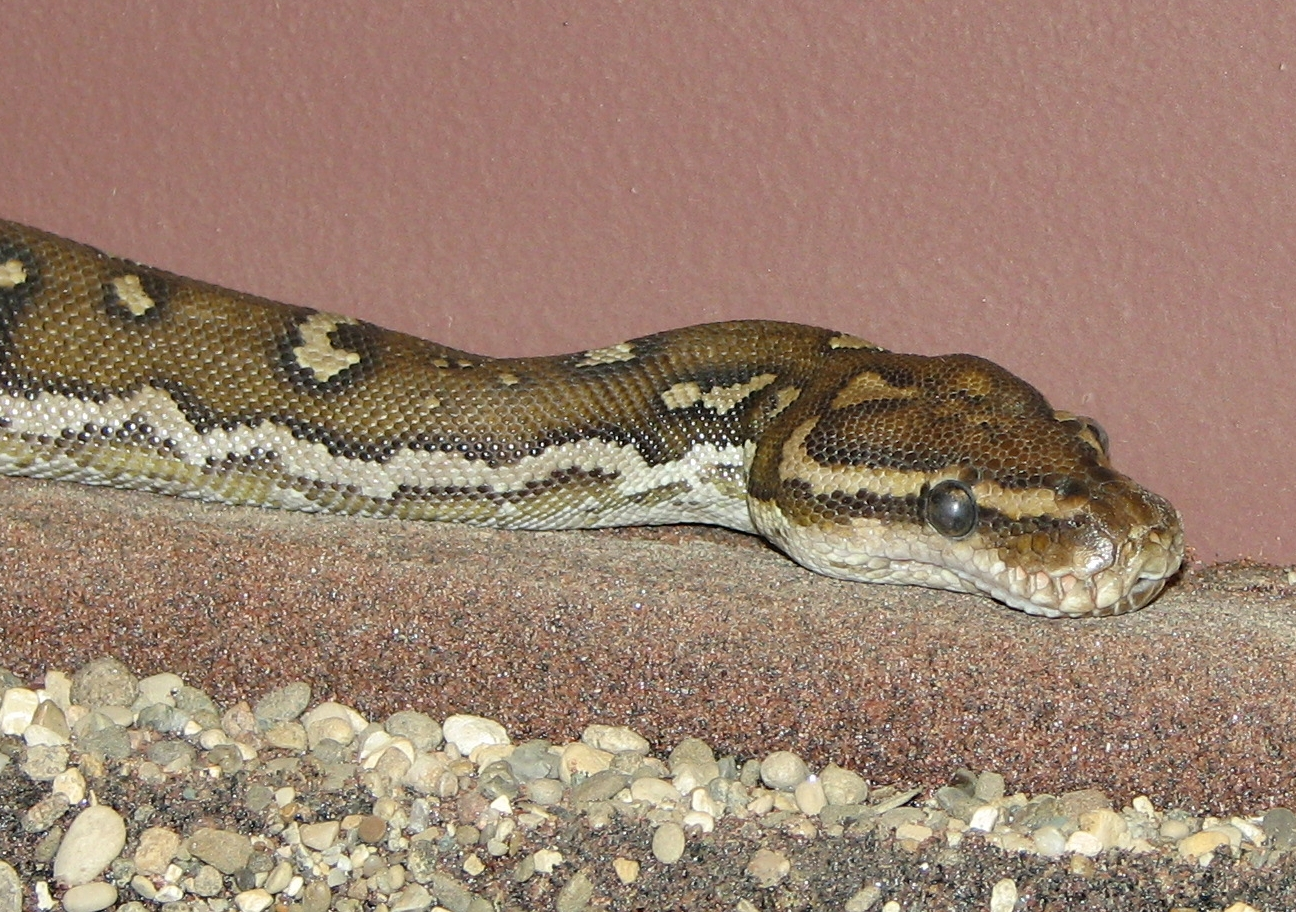
Python anchietae

در آفریقا، پایتون‌ها بومی مناطق گرمسیری جنوب صحرای بزرگ آفریقا هستند، اما در انتهای جنوب غربی آفریقای جنوبی (کیپ غربی) یا در ماداگاسکار یافت نمی‌شوند. در آسیا، از بنگلادش، نپال، هند، پاکستان و سری‌لانکا از جمله جزایر نیکوبار، تا میانمار، شرق تا هندوچین، جنوب چین، هنگ کنگ و هاینان، و همچنین در منطقه مالزی در اندونزی و فیلیپین پراکنده‌اند.

### گونه‌های مهاجم
برخی معتقدند که P. bivittatus و P. sebae پتانسیل آن را دارند که گونه‌های مهاجم مشکل‌ساز در جنوب فلوریدا باشند. اوایل سال ۲۰۱۶، پس از عملیاتی که ۱۰۶ پایتون شکار شد، مقامات پارک ملی اورگلیدز اظهار داشتند که «هزاران» پایتون ممکن است در این پارک زندگی کنند و این گونه برای چندین سال در آنجا زاد و ولد کرده است. داده‌های جدید نشان می‌دهد که این پایتون‌ها احتمالاً قادر به تحمل آب و هوای زمستانی شمال فلوریدا نخواهند بود، که این با تحقیقات قبلی که گستره جغرافیایی بیشتری را پیشنهاد می‌کرد، مغایرت دارد.

## کاربردها

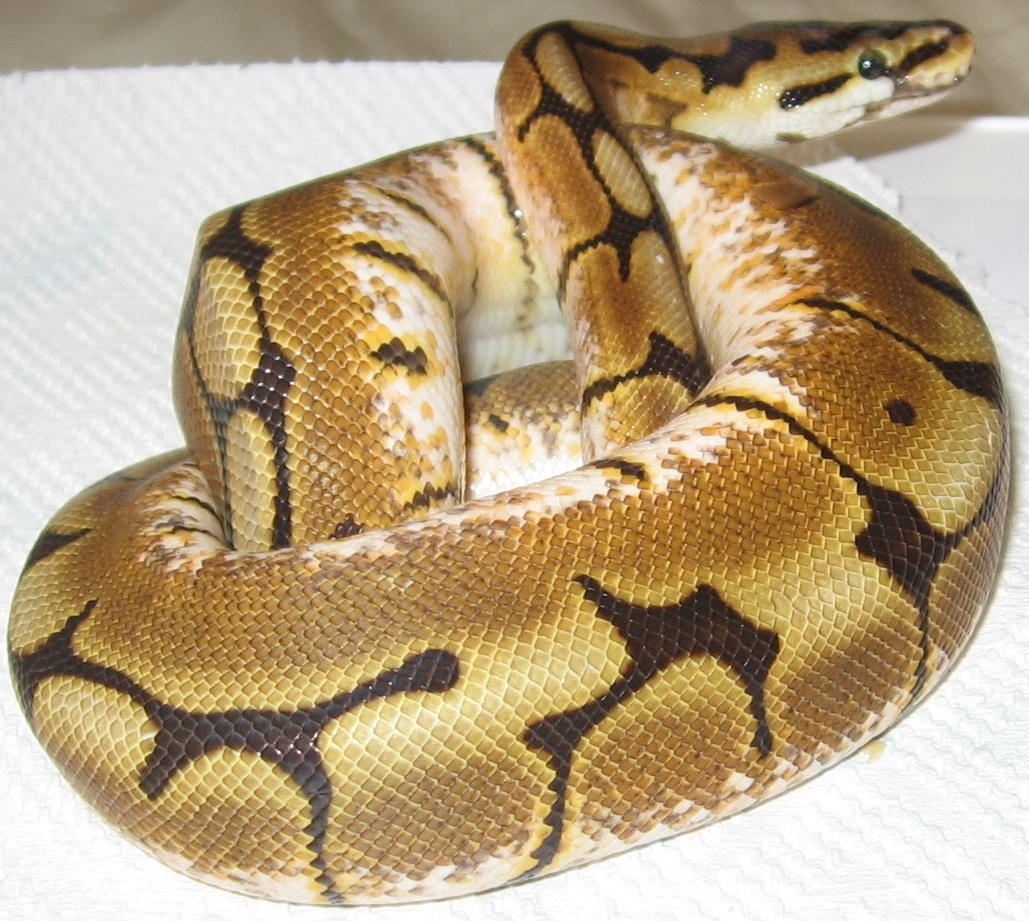
پایتون‌های توپی اغلب جهش‌های خاصی مانند نوع "Spider" دارند و در بین نگهدارندگان مار محبوب هستند.

پوست پایتون برای ساخت لباس‌هایی مانند جلیقه، کمربند، چکمه و کفش یا لوازم جانبی مد مانند کیف دستی استفاده می‌شود. همچنین ممکن است برای ساخت صدای برخی سازهای زهی مانند آرخو، سانشیان و سانشین کشیده شده و شکل داده شود.
با توجه به تقاضای بالا برای پوست مار در صنعت مد فعلی، کشورهایی در آفریقا و جنوب آسیا در فروش قانونی و غیرقانونی پوست پایتون مشارکت دارند. با اینکه به شکارچیان دستمزد بسیار پایینی پرداخت می‌شود، این محصول برای مصرف‌کنندگان با قیمت بسیار بالایی به فروش می‌رسد که فاصله زیادی بین آغاز و پایان تجارت پوست مار ایجاد می‌کند.

### به‌عنوان حیوان خانگی
گونه‌های متعددی از Python مانند پایتون توپی، P. brongersmai, پایتون برمه‌ای و پایتون مشبک به دلیل آسانی در نگهداری، طبیعت آرام و رنگ‌های زنده محبوب هستند و برخی از جهش‌های نادر آنها با قیمت‌های بالایی به فروش می‌رسند. پایتون‌ها در تجارت حیوانات خانگی از طبیعت گرفته می‌شوند یا از مادران در اسارت زاده شده که خود از طبیعت به دست آمده‌اند یا از والدینی که در محیط اسارت به دنیا آمده‌اند با وجود جنجال‌هایی که در رسانه‌ها مطرح شده، با رعایت اصول ایمنی نگهداری پایتون‌ها نسبتاً ایمن است.

## ریشه‌شناسی
واژه "Python" از واژه لاتین pȳthon و واژه یونانی πύθων گرفته شده است که به "پایتون در اسطوره" اشاره دارد که گفته می‌شود به دلیل پیروزی در نزدیکی شهر دلفی توسط آپولون به نام پیتیوس مشهور شده است.